# 卡緬卡河 (安加拉河支流)
卡緬卡河（羅馬化：Kamenka）是俄羅斯的河流，屬於安加拉河的右支流，由克拉斯諾亞爾斯克邊疆區負責管轄，河道全長313公里，流域面積11,400平方公里，發源自中西伯利亞高原，河水主要來自雨水和融雪，每年十一月至翌年五月結冰。